# Пресайзен, Исаак Зилович
Исаак Зилович (Зиновьевич) Пресайзен (1911, Хмельницкий — 1941, Белоруссия) — советский лётчик, заместитель командира эскадрильи 128-го авиаполка. 27 июня 1941 года направил свой горящий самолёт на большое количество вражеской техники. Посмертно был представлен к званию Героя Советского Союза, но звание присвоено не было.

## Краткая биография
Родился в 1911 году в городе Проскуров. В Красной Армии с 1932 г. Коммунист, старший лейтенант, заместитель командира авиаэскадрильи 128-го СБАП.

## Подвиг Исаака Пресайзена

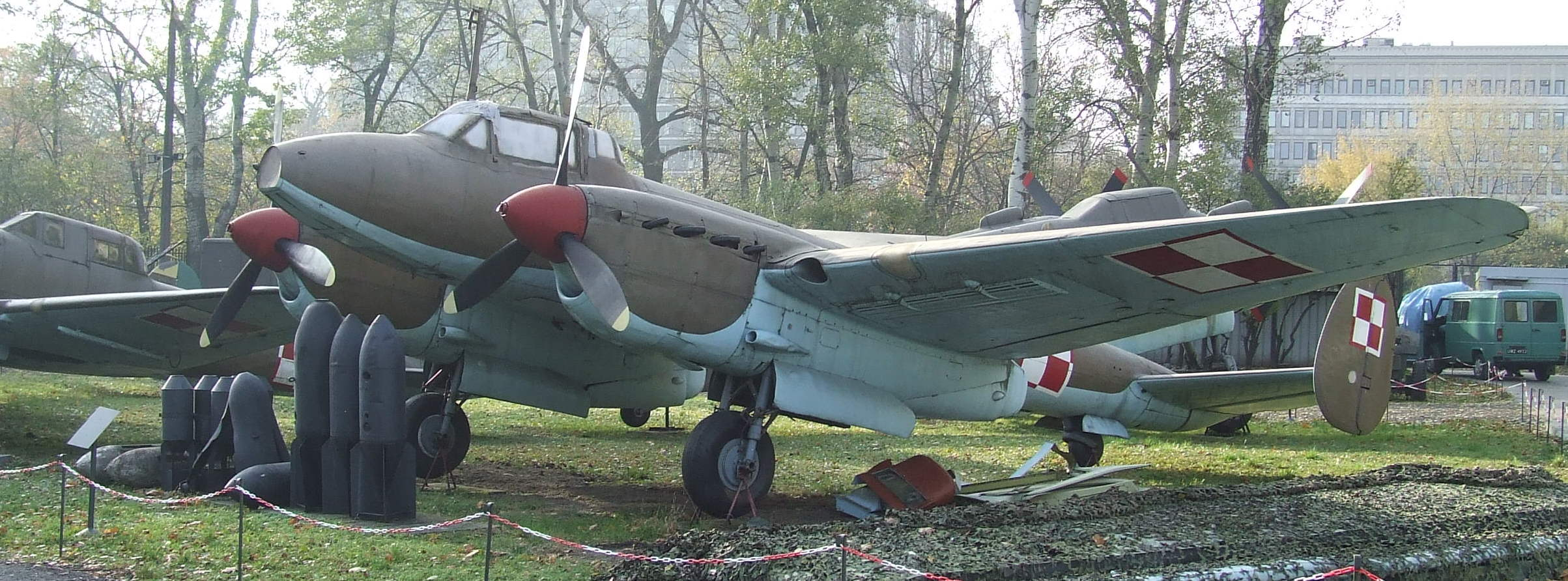
Пе-2 в музее Войска Польского

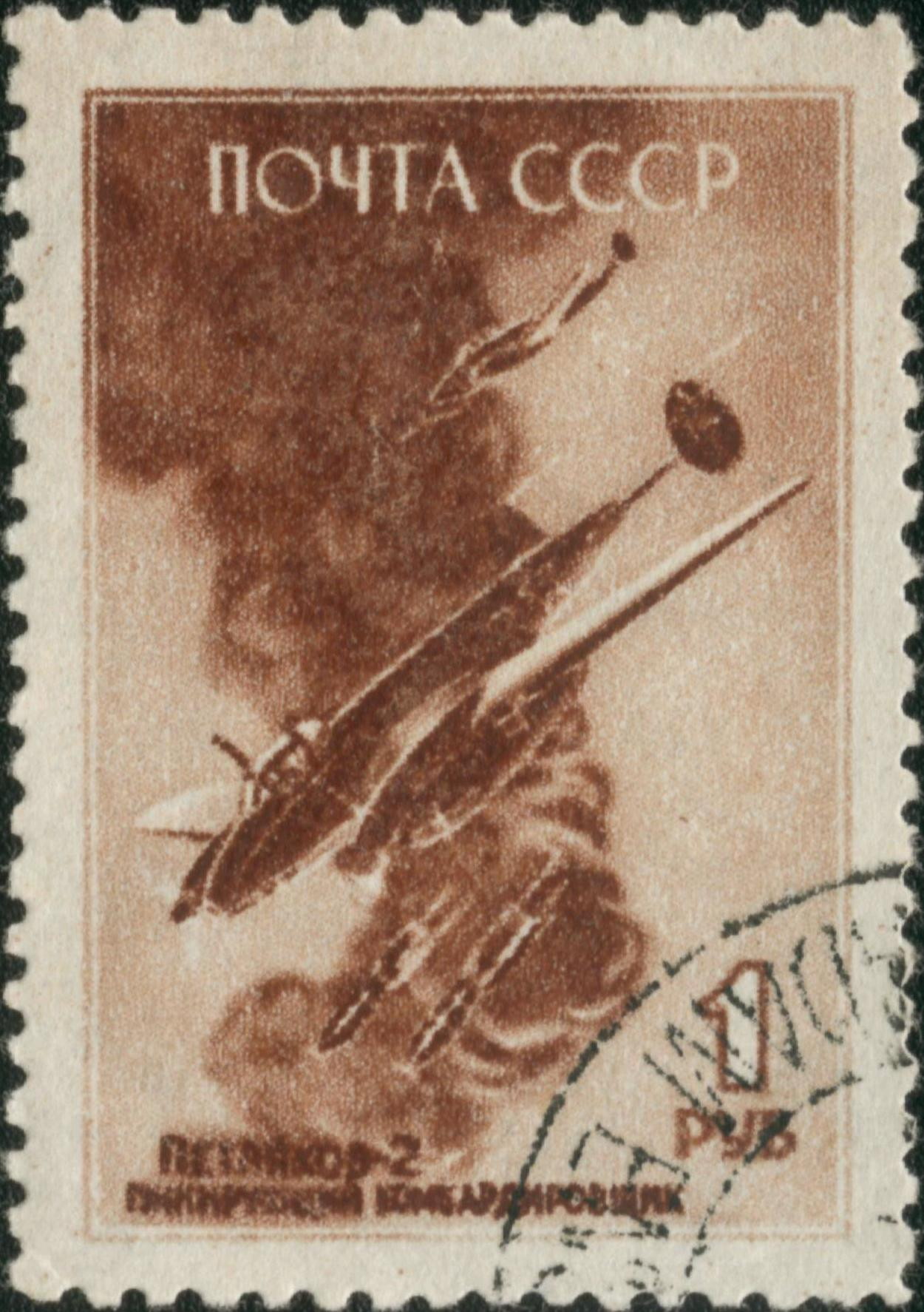
Почтовая марка СССР с изображением атаки Пе-2. 1945

26 июня 1941 года капитан Николай Гастелло совершил на подбитом самолёте таран механизированной колонны вражеской техники. За этот подвиг ему было присвоено звание Героя Советского Союза.
На следующий день, 27 июня, в идентичной ситуации оказался старший лейтенант, заместитель командира эскадрильи 128-го скоростного бомбардировочного авиаполка Исаак Пресайзен. Он направил свой горящий самолёт Пе-2 в гущу вражеской техники. Произошёл большой мощности взрыв, из-за которого движение немецких войск на участке автострады Минск — Москва было прервано на три дня.
Участники боя доложили об этом событии заместителю командира полка Сандалову, который незамедлительно вылетел на место, где произошёл таран. Убедившись воочию в достоверности того, что произошло, он доложил об этом командиру полка майору Чучеву. По согласованию с командиром дивизии полковником Аладинским Исаак Пресайзен был представлен к званию Героя Советского Союза. Однако вместо посмертного награждения Исаак Пресайзен приказом по полку номер 22 от сентября 1941 года был по неизвестным причинам отнесён к числу пропавших без вести. Об этом жене лётчика сообщили только через полгода.

## После войны
По прошествии 18 лет журналисты В. Гапонов и В. Липатов разыскали механика самолёта Рыбакова Александра Николаевича, который готовил машину Исаака Пресайзена в последний полёт. Осенью 1959 года в газете «Советское Подолье» они опубликовали очерк «Подвиг».
За данной статьёй появились другие, которые сравнивали Пресайзена и Гастелло и восхищались мужеством обоих героев, но умалчивали о том, что первый из них наградой героя так и не был отмечен.

## Награда в 1991 году
Звание Героя присвоено не было. Только 22 октября 1990 года был заполнен наградной лист на Исаака Пресайзена — представление к ордену Отечественной войны 1-й степени. 23 октября 1991 года появился Указ Президента СССР под номером УП-2776 о групповом награждении с формулировкой: «За боевые заслуги в Великой Отечественной войне». Данный указ распространялся и на Исаака Пресайзена, совершившего один из первых огненных таранов в Великой Отечественной войне. Лётчик был награждён орденом Отечественной войны I степени, которым к 40-летию Победы награждались все участники войны с Германией (и Японией), которые были ранены, но остались в живых.